# Hetzgeshof
Der Hetzgeshof Jucken ist eine denkmalgeschützte Hofanlage aus der ersten Hälfte des 18. Jahrhunderts in Jucken im Eifelkreis Bitburg-Prüm, die klassische Stilelemente der Eifeler Bauernhauskultur widerspiegelt. Die Aufnahme in die Liste der Kulturdenkmäler in Rheinland-Pfalz erfolgte im Jahre 1995 mit der Begründung: „Gerade mit seinen Veränderungen zeigt der Hetzgeshof die sich im vorigen Jahrhundert wandelnden Wohn- und Baugewohnheiten eines bäuerlichen Anwesens in charakteristischer Form. Zur Förderung des geschichtlichen Bewusstseins sowie aus handwerklichen Gründen besteht an seiner Erhaltung und Pflege ein öffentliches Interesse. Außerdem trägt das Gebäude zur Werterhöhung und Belebung seiner Umgebung bei“.

## Geschichte
Nach mündlicher Überlieferung reicht der Ursprung des Hetzgeshofes zurück bis ins späte 17. Jahrhundert, kurz nach dem Dreißigjährigen Krieg. Es handelte sich dabei um eines von sieben Stockhäusern des Dorfes, welche zur Wiederbesiedlung nach dem vernichtenden Krieg dienten. Der Name der Hofanlage stammt vom Familiennamen der Erbauer, Hitzges (Ausgesprochen: Hetzges)
Mitte des 18. Jahrhunderts wurde der Grundstein für das Wohnhaus in seiner jetzigen Form gelegt. Dabei handelte es sich um ein in der Westeifel typisch gebautes zweistöckiges, zweiraumtiefes Flurküchenhaus mit Satteldach, drei Fensterachsen und angebautem Viehstall. Der Steinbaucharakter, aufgekommen nach dem Dreißigjährigen Krieg, entstand, da auch auf den heimischen Äckern eine große Zahl von Bruchsteinen vorhanden war. Regional typisch für die Eifel ist eine Ausrichtung des Giebels in die westliche Hauptregenrichtung. Ebenfalls wurde dort ein kleiner Backofen mit flachem Schieferdach angebaut. „Der Grundriss ist ebenso klar und einfach wie der lang gestreckte Baukörper selbst. In der direkt durch die Haustüre oder über den schmalen Flur zu erreichenden Küche befindet sich über der früher offenen Feuerstelle der von schweren Eichenbalken eingefasste Rauchfang. Das ursprünglich offene Herdfeuer heizt durch die gusseiserne Takenplatte den Wohnraum mit.“
Die durch eine Sandsteingravur über dem Haupteingang mit Jahr und Initialen der Umbauer belegte Erweiterung des Wohnhauses im Jahre 1869 brachte Platz und Wohnkomfort für damaligen Verhältnisse. Das Hauptgebäude wurde durch eine Fensterachse westlich erweitert. Die kleinen Fenster wurden dabei ebenfalls vergrößert. Die einschneidende 70 cm dicke ehemalige Giebelwand im Haus bezeugt dies heute noch. Dabei wurde ebenfalls der am Giebel angebaute Backofen entfernt. Eine Anhebung der Decken im Obergeschoss brachte Kopffreiheit.
Kurz darauf, im Jahre 1867, wurde ein eingeschossiges Backhaus mit Schmiede etwas abseits des Wohnhauses erbaut. Darin befindet sich ein immer noch einsatzfähiger rund 30 m3 großer Ofenanbau für zwölf große Bauernbrote. Die durch den gleichen Rauchfang betriebene Schmiede mit Blasebalg zeugt von einer multifunktionalen Gebrauchsstätte.
Die Entwicklung der Wirtschaftsgebäude ist schlechter dokumentiert als die der Wohngebäude. Das längliche Stallgebäude, das bis 1980 zur Viehzucht genutzt wurde, wurde kurz nach dem Zweiten Weltkrieg durch eine neue Bimssteindecke und die neue Fensterfront erneuert und stabilisiert worden. Zeichen vergangener Zeiten ist eine schmale, spartanische Wohneinheit und eine Transmission für eine zentrale Energiewandlungsmaschine um per Riemenantrieb verschiedenste Maschinen in der Tenne anzutreiben.
Eine hölzerne Feldscheune aus dem Jahre 1954, wie sie baugleich noch an drei anderen Orten in der Gemeinde vorzufinden war, diente der Unterbringung der Ernteerträge.
1995 begann die mehrjährige Restaurierung des Wohnhauses unter Aufsicht der Denkmalpflege. Dabei wurde Wert auf die Erhaltung wichtiger Stilelemente sowie Implementierung neuzeitlicher Wohnstandards gelegt. Daran schloss sich 2008 die Restauration des Backhauses an, ebenfalls unter der Aufsicht der Denkmalpflege.

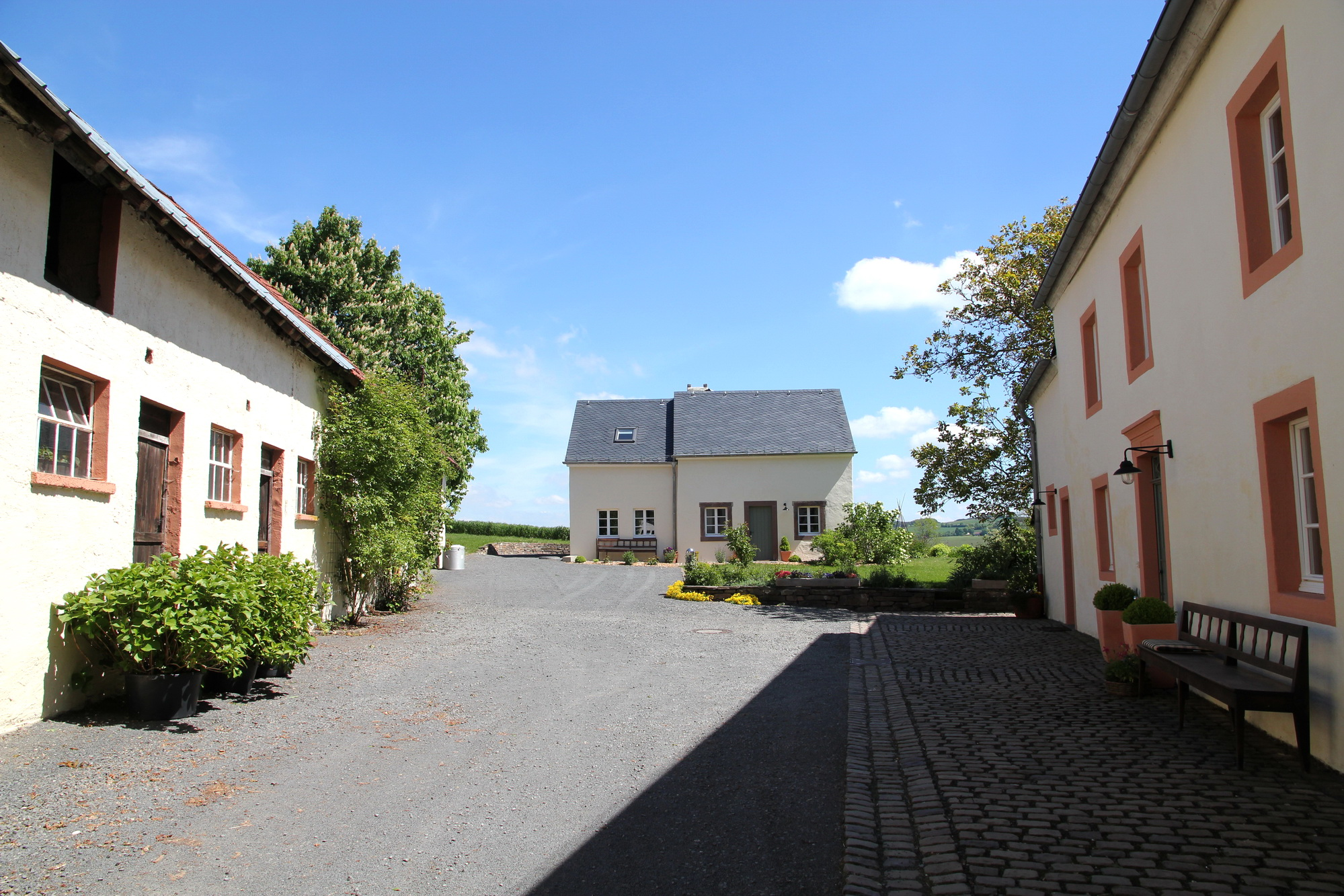
Hofansicht des Hetzgeshofes aus südwestlicher Richtung

## Stilelemente außen
Beim Hetzgeshof handelt es sich um eine Streuhofanlage in der Bauform eines fränkischen Gehöfts, d. h. die Wirtschaftsgebäude, das Backhaus und das Wohnhaus sind unregelmäßig um den Hof herum gestreut. Aus regionalen Steinbrüchen und Wäldern entstand der Dachstuhl aus Eichenbalken und einer Schieferbedachung ohne Gauben und ohne Dachüberstand mit 25 cm mal 25 cm großen Naturschieferplatten. Am Westgiebel befindet sich ein Krüppelwalm. Die einfache klassizistische Art der Tür- und Fenstereinfassungen spiegelt sich durch scharrierte Sandsteinwände bei Türen und Fenstern wider, welche gleich breit und streng übereinander angeordnet sind. Verputzt sind die 70 cm dicken Bruchsteinmauern mit Feinputz und Kalkanstrich. Ein originales Oberlicht mit vier Blumen zusammen mit einem Nachbau der klassizistischen Haustür mit Rautenfüllungen und Sonnenuhren bildet die Haupteingangstür des einstigen Stockhauses. Ein weiteres Stilelement bilden die weißgestrichene Holzsprossenfenster mit zwei Flügeln und tragenden Sprossen. Das Backhaus mit dem intakten Steinofen und der Schmiedestelle sind Zeugen damaliger Lebensweise.

## Stilelemente innen
Innerhalb des Wohnhauses sind vor allem die Wandmalereien, Wandvertäfelungen oder auch Lambris genannt, zu nennen, die eine Marmorierung nachahmen. Seltsamerweise sind sie nicht, wie vermutet, in den Repräsentationsräumen des Hauses zu finden, sondern befinden sich in den Räumen des ersten Stockes. Im großen Hauptraum des Hauses, der Flurküche, befand sich früher ein Terrazzofußboden. Dieser wurde durch keramische Fließen im Schachbrettmuster ersetzt. Als Übertragungsmedium der Hitze von der Feuerstelle mit dem großen Rauchfang hinein in die Gute Stube diente eine noch existierende Takenplatte mit zwei Motiven aus dem Jahre 1727. Auf einer Hälfte ist ein Erzengel abgebildet. Eine weitere Besonderheit besteht durch den Grauwackesteinfußboden im Wildverband innerhalb des Erweiterungsanbaues. Überall sind noch Eichenbalken mit Füllungen aus Lehm und Stroh umwickelten Eichenhölzern, sogenannte Schollhölzern, als Decken vorhanden. Im Obergeschoss befinden sich original dreigeteilte Türblätter mit originalen Beschlägen und Kastenschlössern sowie ein Eichendielenfußboden.

## Lage
Der Hetzgeshof befindet sich in Jucken. Dieser Ort ist tief in die landwirtschaftlich geprägte Kulturlandschaft der Eifel integriert und ist Teil des Deutsch-Luxemburgischer Naturparks. Ähnliche Randbedingungen wie oben beschrieben führten zu mehreren Denkmälern innerhalb der Gemeinde.

## Fotogalerie

Skizze der Hofanlage
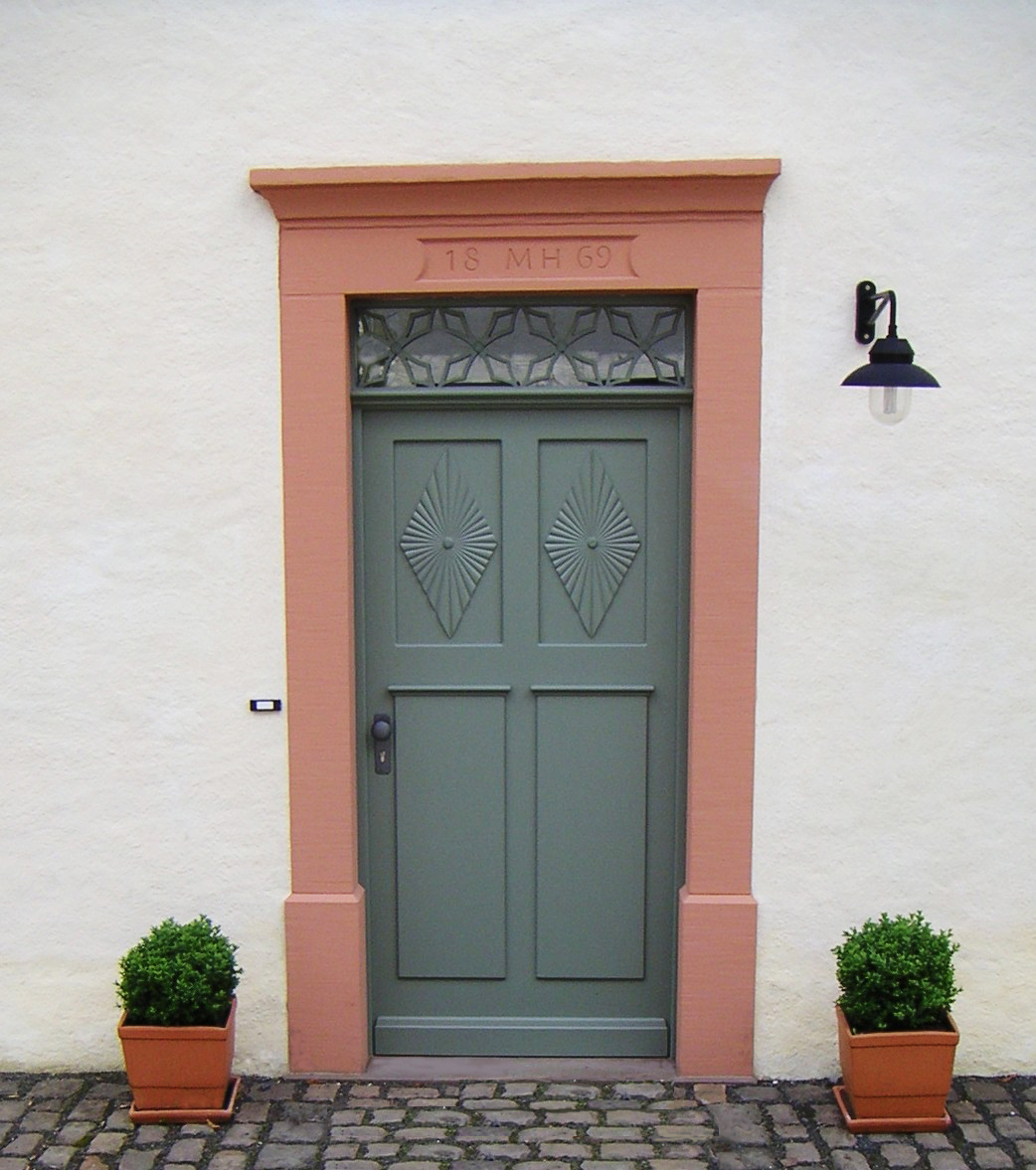
Haupteingangstür
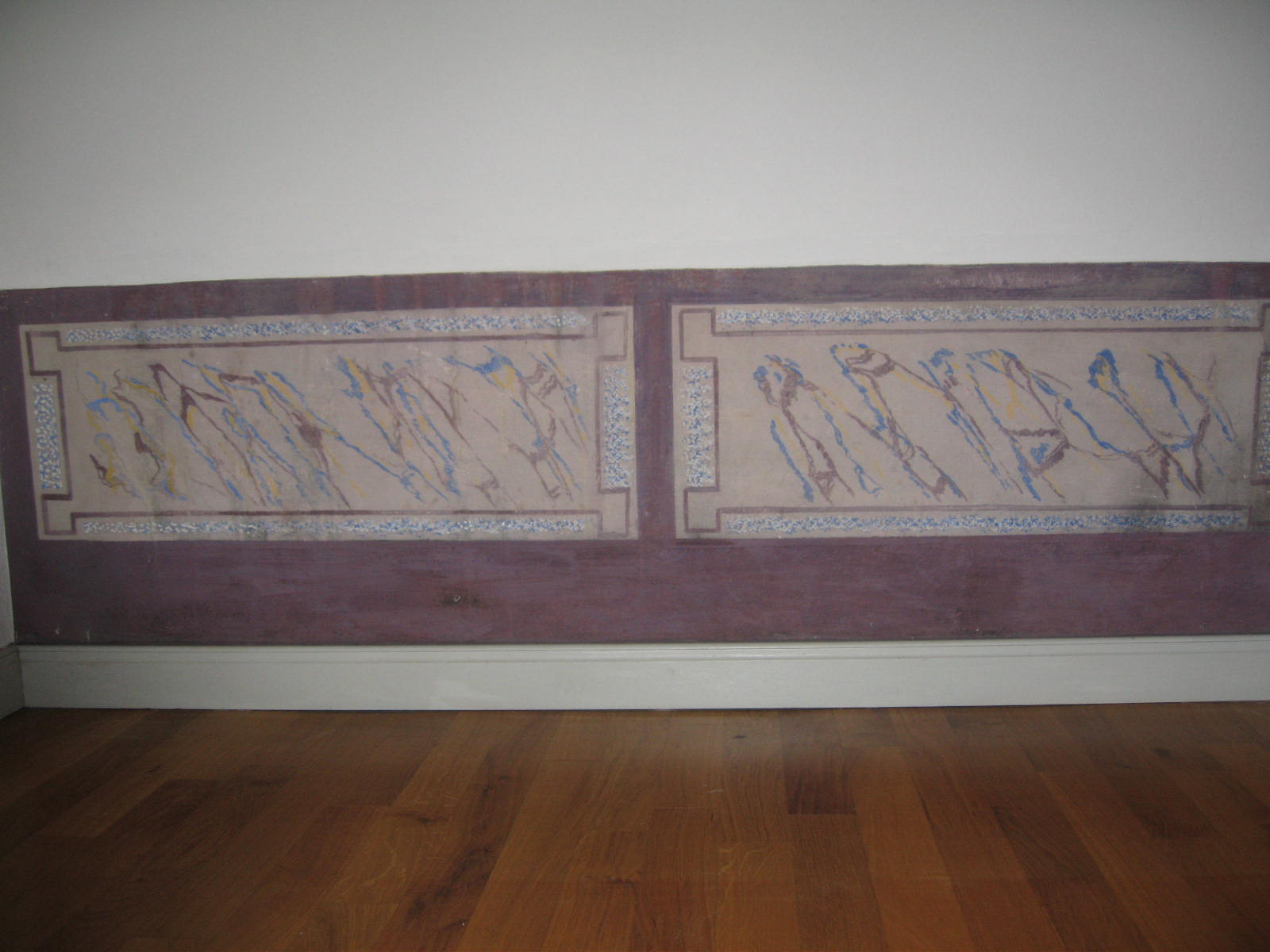
Große Wandmalerei (Lambris)
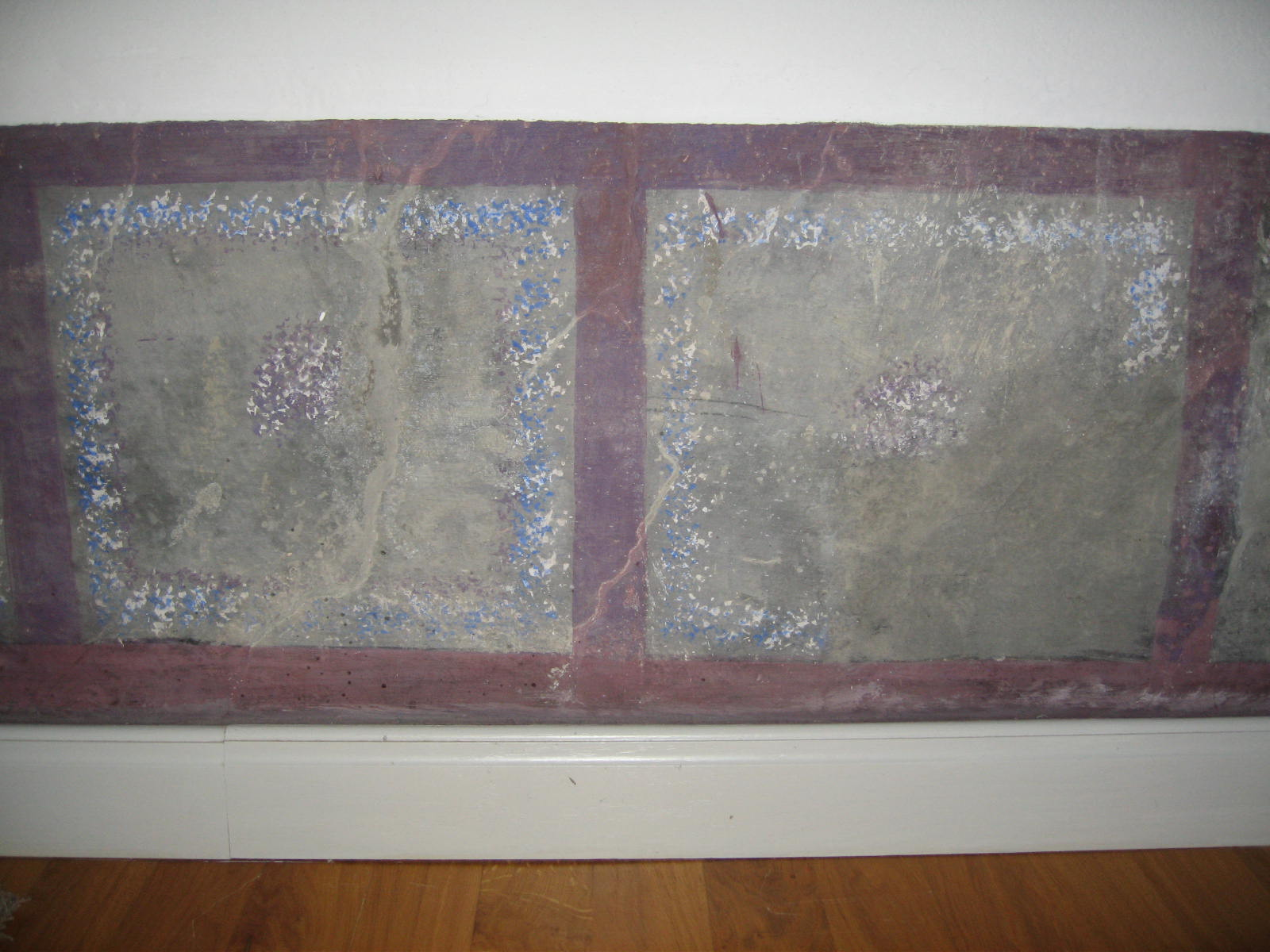
Kleine Wandmalerei (Lambris)
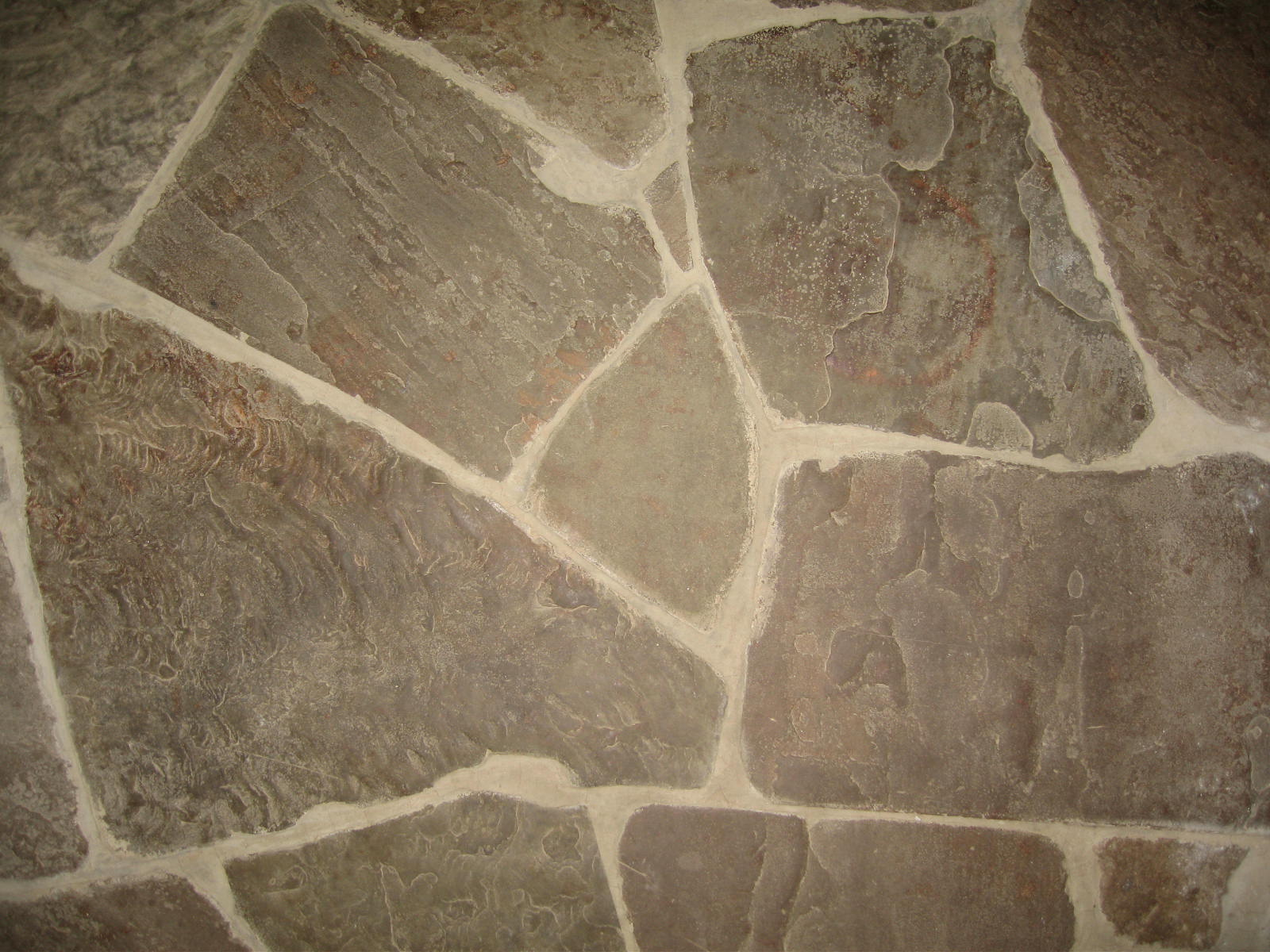
Grauwackesteinfußboden im Wildverband